# امیل اوچیرا
امیل اوچیرا (انگلیسی: Emil Ochyra; ۱۲ ژوئیهٔ ۱۹۳۶ – ۲۶ مهٔ ۱۹۸۰) ورزشکار شمشیربازی اهل لهستان بود.
وی در مسابقات کشوری و بین‌المللی در مجموع برندهٔ ۱ مدال نقره، ۱ مدال برنز شده‌است.